# لوکا میراکولی
لوکا میراکولی (انگلیسی: Luca Miracoli؛ زادهٔ ۳۱ مارس ۱۹۹۲) بازیکن فوتبال اهل ایتالیا است.
از باشگاه‌هایی که در آن بازی کرده‌است می‌توان به باشگاه فوتبال برشا و باشگاه فوتبال وارزه اشاره کرد.